# شبكات تسويق

تُعتبر الشبكات جزءًا رئيسيًا في أي إجراء يُتخذ في سوق العمل. حتى إن بيتر دراكر وصف اقتصاد المستقبل بأنه مجتمع من الشبكات. بإمكان الشركات التي تمثل جزءًا من هذه الشبكات أن تكسب الكثير. ثمة نماذج مختلفة للشبكات، وهي على صلة كبيرة بالعملاء وبالمبادرات التسويقية. يمكن إنشاء الشبكة في التسويق إما بشكل استراتيجي (على سبيل المثال، التعارف والتواصل التجاري)، أو بشكل عشوائي تمامًا (على سبيل المثال، اقتصاد الاقتراحات). أشار رافي أكرول وفيليب كوتلر إلى القنوات التسويقية والتعارف والتواصل التجاري على أنهما:
«أنظمة متداخلة من أنظمة الشركة أو العلاقات التي تشارك في تنفيذ كل الأنشطة الإنتاجية والتسويقية المشاركة في خلق قيمة وتقديمها على شكل منتجات وخدمات للعملاء الوسطاء والنهائيين».
قال كل من أكرول وكوتلر أن الشبكات لا تقبل الآليات التقليدية، مثل السلطة والسيطرة. مقترحين أن التسلسل الهرمي التنظيمي والسلطة والعقود استُبدلت الآن بأدوات التحكم الارتباطي. تطورت شركات مثل فورد، وبروكتر وغامبل، وجنرال إلكتريك بالطريقة ذاتها، إذ كانت منظمة بطريقة تسلسلية هرمية كلاسيكية منذ مدة ليست بطويلة، وتتبع بنية الإدارة المركزية، والهدف الموحد، والإدارة المعقدة في العديد من مستوياتها.
تختلف شبكة التعارف والتواصل التجاري عن الشبكة التسويقية في نسبة الاتصال بين العملاء. إذ تكون درجة التواصل بين العملاء أقل في بعض الأسواق التي تكون مجزأة بصورة أكبر. علاوة على ذلك، يختلف مستوى التعقيد باختلاف الشبكات المتعددة، من الممكن أن يبدو بعضها مرتبًا وخطيًا إلى حد ما، في حين يطغى طابع العشوائية والفوضوية على شبكات أخرى. مع تطور الشبكة، يشكل العملاء أو الوحدات علاقات فيما بينهم، ما يزيد من كفاءة العمليات. على الرغم من ذلك، يضيف ذلك تعقيدات على الشبكات البسيطة بالطبع، ويجعلها أكثر عرضة للفوضى.

## الشبكات بصورة عامة
الشبكة مجموعة من الخطوط، أو الحواف المتشابكة التي ترتبط في نقاط، أو عقد، أو رؤوس، أو أماكن معينة، يمكن أن ترتبط بشبكات أخرى، وأن تحتوي على شبكات فرعية. رُبطت الشبكات بفروع الرياضيات، والإلكترونيات، وعلم الأحياء، والمجالات الاجتماعية الحيوية.

## أمثلة

### الشبكة الطبقية
كان أول النماذج المطروحة للشركات شبكة طبقية. الشبكة الطبقية عبارة عن نشاط تجاري يضم «طبقة تشغيلية من الفرق متداخلة الوظائف من جهة، وطبقة مولدة للمعرفة من الصوامع الوظيفية من جهة أخرى، ترتبط تلك الطبقتان داخليًا وخارجيًا من خلال المعرفة الواسعة لبنوك البيانات ودفقات المعلومات الواضحة». تُعتبر شركة شارب إلكترونكس أحد الأمثلة عن ذلك.

### شبكات التسويق الداخلية
أما النموذج الثاني المقترح فكان شبكات التسويق الداخلية. شبكة التسويق الداخلية هي «شركة منظمة على شكل وحدات داخلية للمنشأة تلعب دور مراكز ربح شبه مستقلة تشتري من الوحدات الداخلية أو الخارجية الأخرى، وتبيع لها، وتستثمر فيها بطريقة تلبي حاجاتها بأفضل شكل ممكن وفقًا لشروط التجارة التي يحددها السوق، ولكنها تخضع لسياسة الشركة». تُعتبر شركة إي سي روتشستر مثالًا واضحًا على شبكة التسويق الداخلية، فهي أحد أقسام التصنيع الثمانية المكونة لشركة جنرال موتورز، ومهيكلة على شكل سوق داخلية. تسوق منتجاتها إلى شركة ميتسوبيشي في اليابان، ودايو في كوريا، وأوبل في أوروبا. تتشارك شبكات التسويق الداخلية بعدة خصائص مع الشبكات الصغيرة.

### الشبكات العمودية
تضم الشبكات العمودية مجموعة من شركات الموارد المتخصصة في منتجات وتقنيات وخدمات عديدة تشكل مدخلات لصناعات معينة، وتكون منظمة حول شركة محورية تركز على مراقبة الحالات الطارئة الأساسية التي يواجهها المشاركون في الشبكة في تلك السوق وإدارتها.
عادة ما تمثل الشبكات العمودية في التسويق الاحتكارات. إذ تتضمن شركات مثل ترانز باور، وكيوي ريل، وما إلى ذلك. تعرض هذه الشبكات علاقات تفضيلية، تشبه تلك الموجودة في نموذج ألبرت لازلو براباشي.

## شبكات العالم الصغير
استخدم نموذج واتس أند ستروغاتز نظرية المخططات لإنشاء ثلاثة نماذج تصور ترابط كميات متفاوتة، أُطلق عليها اسم شبكات العالم الصغير. شبكات العالم الصغير هي مخططات تكون فيها معظم العقد غير مترابطة مع بعضها، ولكن عند الترابط، يمكن الوصول إلى عقد أخرى عن طريق بعض الوسطاء فقط. فيما يتعلق بالتسويق، تُستخدم شبكات العالم الصغير لنمذجة حالات مثل اقتراحات المستهلك (مثل جون، وكيم، وكيم وتشوي).
في حال تناولنا ذلك من ناحية العلاقة التجارية، فليس من الصعب معرفة المكان المناسب لتطبيق هذا النموذج. لنأخذ مثال جون، وكيم، وكيم وتشوي بعين الاعتبار. تمثل كل عقدة مستهلكًا، وتمثل الارتباطات العلاقة بين المستهلكين. مع زيادة الحافز الذي يدفع إلى اقتراح منتج ما، يزداد احتمال زيادة العلاقات. سرعان ما يصبح ما يبدأ على شكل شبكة عادية شبكة عشوائية ومعقدة. من الممكن أن ينطبق الأمر نفسه على شبكة من الشركات والوسطاء والمستهلكين. تُضاف قيمة إلى المنتج مع كل خطوة في السلسلة، ويزداد سعره، ما يعزز الدافع لدى الوسطاء أو المستهلكين لتكوين علاقات أخرى للحصول على صفقات أفضل. عند تكوين الصفقات والعلاقات، تصبح الشبكة أكثر تعقيدًا وتداخلًا، ما يخلق حالة من الفوضى.

## التعقيد
يرتبط التعقيد في الشبكات بمفهوم عناصر الشبكات أو النظام المرتبطة ببعضها، وقد تشكل من هذه العلاقات علاقات مع عناصر خارج مجموعتها. النظام المعقد هو نظام يتألف من أجزاء مترابطة تظهر بشكل عام خاصية أو أكثر يمكن أن تكون واضحة عند النظر إلى النظام ككل، على أي حال، عند أخذ مكونات النظام بشكل منفرد بعين الاعتبار، تكون قدرتها على الإنتاج غير مرئية (أو واضحة). يُعتبر النظام المعقد نظام عالي التنظيم، ما يظهر الهيكل مع عدد من المتغيرات. إنه حساس جدًا للظروف الأولية والبدائل الصغيرة، التي من الممكن أن ينتج عنها مخرجات مختلفة بشكل كبير وفقًا لنظرية الفوضى، ثمة عدد من المسارات والتطورات التي من الممكن أن تتأثر بنظرية «أثر الفراشة». يُعتبر النظام المعقد من الأنظمة التي يصعب فهمها أو التحقق منها بسبب تصميمها أو وظيفتها أو كلا السببين. ثمة تفاعلات عديدة في المنظمات أو المكونات  تؤدي إلى المخرجات الكلية للنظام. من المهم في البيئة التسويقية معرفة وجود عدة مستويات من الأنظمة المعقدة قيد التشغيل، وأن استهداف الأجزاء الفردية من الإنتاج أو الإعلان أو جوانب أخرى لن يؤدي إلى مخرجات متناسبة. من هذا المنطلق، من المهم أيضًا معرفة إمكانية التداخل في نظام سوق معقد، حيث يتكون السوق من شركات مختلفة تشكّل بدورها أنظمة معقدة، تتكون بدورها من أشخاص يقدمون وظائف نظام معقد. يجب النظر إلى السوق ككل لفهم مجموع الأجزاء وتحليل السلوكيات الناشئة. يعني تعدد جوانب الأنظمة المعقدة إلى تقلبها، وإلى تضمنها جوانب فوضوية وغير خطية، ما يؤدي بدوره إلى زيادة ظاهرة العالم الصغير.